# سانحه سقوط هلیکوپتر کالاباساس
در ۲۶ ژانویه ۲۰۲۰، یک هلیکوپتر سیکورسکی اس-۷۶ در شهر کالاباساس، کالیفرنیا، در حدود ۳۰ مایل (۴۸ کیلومتری) شمال غربی مرکز شهر لس آنجلس، در حالی که از فرودگاه جان وین به سمت فرودگاه کاماریلو در حرکت بود، سقوط کرد. همه ۹ سرنشین هواپیما در اثر برخورد کشته شدند: کوبی برایانت بسکتبالیست بازنشسته، دختر ۱۳ ساله اش جیانا، مربی بیسبال جان آلتوبلی، پنج مسافر دیگر و خلبان.
به‌روزرسانی‌های تحقیقاتی منتشر شده توسط هیئت ملی ایمنی حمل و نقل در طول بررسی سانحه حاکی از آن است که هلیکوپتر مجهز به ضبط کننده اطلاعات پرواز (FDR) یا ضبط کننده صدای کابین خلبان (CVR) نبوده است، هیچ مدرکی دال بر مصرف مواد مخدر یا استفاده از الکل وجود ندارد و اینکه بخش های قابل مشاهده موتورها هیچ مدرکی دال بر خرابی داخلی غیرقابل کنترل یا فاجعه بار نشان ندادند.

## سانحه
در ۲۶ ژانویه ۲۰۲۰، تقریباً ساعت ۹:۰۶ صبح به وقت منطقه زمانی اقیانوس آرام (۱۷:۰۶ یوتی‌سی)، مسافر و خدمه هلیکوپتر از فرودگاه جان وین (SNA) در شهرستان اورنج، کالیفرنیا با یک هلیکوپتر سیکورسکی اس-۷۶ مدل ۱۹۹۱ و شماره دم N72EX حرکت کردند. به همراه هفت نفر دیگر از جمله جان آلتوبلی (مربی بیسبال در کالج ساحلی اورنج) و خلبان آرا زوبایان. آنها در حال رفتن به یک بازی بسکتبال در آکادمی ورزشی مامبای برایانت در نیوبوری پارک بودند، جایی که برایانت قرار بود مربی تیم جیانا باشد. سوابق پرواز نشان می‌دهد که هلیکوپتر یک روز قبل بدون حادثه به فرودگاه کاماریلو (CMA)، یک فرودگاه اصلی هوانوردی عمومی حدود ۲۰ دقیقه با ماشین از آکادمی ورزشی مامبا پرواز کرده است. پرواز روز قبل فقط ۳۰ دقیقه طول کشیده بود. در مقابل، پرواز از خانه برایانت در نیوپورت بیچ تا آکادمی حداقل ۲ ساعت طول می کشید.

### شرایط آب و هوایی
تعدادی فیلم ضبط‌شده از منطقه سقوط در دسترس بود و اگرچه هیچ‌کدام خود سقوط را نشان نمی‌داد، اما صدای هلیکوپتر و سقوط ضبط شده. به طور خاص، دوربین‌های نظارتی نصب‌شده در زمین‌های بیسبال آگورا پونی، پوشش همپوشانی بخش‌های پایانی مسیر پرواز را فراهم می‌کردند. FAA یک مطالعه دید انجام داد که از تجزیه و تحلیل فرکانس استفاده کرد تا مشخص کند که هواپیما چه زمانی نزدیک‌ترین فاصله را به هر دوربین، سرعت زمین و دور موتور دارد و با مقایسه ویدیوی ضبط‌شده در طول دوره سانحه با تصاویر آسمان صاف، دید احتمالی در هنگام پرواز را تعیین می‌کند. گزارش نتیجه گرفت که در لحظه وقوع حادثه، محدوده دید برآوردشده بین ۱.۵-۱ مایل (۲.۴-۱.۶ کیلومتر) بوده است.
بخش پشتیبانی هوایی پلیس لس آنجلس هلیکوپترهای خود را در صبح روز ۲۶ ژانویه به دلیل دید ضعیف و سقف کم زمین‌گیر کرده بود. قوانین بخش پشتیبانی هوایی حداقل به ۲ مایل (۳.۲ کیلومتر) دید و سقف ابر ۸۰۰ فوت (۲۴۰ متر) نیاز دارد. در زمانی که N72EX از SNA بلند شد، دید ۵ مایل (۸ کیلومتر) با سقف ۱۳۰۰ فوت (۴۰۰ متر) بود. این هواپیما توسط هلیکوپترهای آیلند اکسپرس به عنوان یک پرواز مسافری 14 CFR بر اساس قوانین پرواز بصری (VFR) انجام شد. پرواز از میان ابرها در صورتی امکان‌پذیر است که خلبان تصمیم بگیرد که تحت قوانین پرواز با ابزار (IFR) عمل کند، اما گواهینامه عملیاتی قسمت ۱۳۵ شرکت، که در سال ۱۹۹۸ صادر شد، عملیات‌ها را محدود به پروازهای درخواستی VFR می‌کند. حتی اگر گواهینامه عملیاتی و قوانین شرکت اجازه پرواز تحت IFR را می‌داد، این گزینه همچنان می‌توانست به دلیل ازدحام شدید در حریم هوایی کنترل شده لس آنجلس به تأخیرها و انحرافات طولانی مدت منجر شود (در نتیجه از هر گونه صرفه جویی در زمان پیش‌بینی‌شده استفاده می‌شود). وضعیت مشهور برایانت به هلیکوپتر در آن حریم هوایی اولویت نمی‌داد.
بر اساس یک ایستگاه هواشناسی خودکار، سقف (فاصله از زمین تا پایین لایه ابر) در فرودگاه وان نویز ۱۱۱۰۰ فوت (۳۴۰ متر) بالاتر از سطح زمین بود. در نزدیکی محل سقوط، قله ابر تا ۲۴۰۰ فوت (۷۳۰ متر) بالاتر از سطح متوسط دریا گسترش یافته است.

### پرواز
از آنجایی که قوانین پرواز بصری خلبان را از پرواز در داخل یا نزدیک ابرها منع می‌کند، هلیکوپتر در ارتفاع ۷۰۰ یا ۸۰۰ فوت (۲۱۰ یا ۲۴۰ متر) بالاتر از سطح متوسط دریا (amsl) در حین پرواز به سمت شمال غربی از SNA باقی ماند. در بیشتر پروازهای قبلی خود به کاماریلو، هلیکوپتر در مرکز شهر لس آنجلس به سمت غرب چرخید و بر فراز کوه‌های سانتا مونیکا پرواز کرد تا اینکه آزادراه ونتورا (US 101) را رد کرد. در ۲۶ ژانویه، به دلیل یک لایه عمیق دریایی که مه را از اقیانوس آرام به کوه‌های سانتا مونیکا منتقل کرده بود، این گزینه برای پروازهای VFR نبود. در عوض، هلیکوپتر به سمت شمال غرب ادامه داد، از روی ارتفاعات بویل در نزدیکی استادیوم داجر گذشت و مسیر آزادراه گلدن استیت (I-5) را دنبال کرد. با نزدیک شدن پرواز به گلندیل، خلبان زوبایان از کنترلرهای ترافیک هوایی فرودگاه باب هوپ برای انتقال به دنبال آزادراه ونتورا (US 101) درخواست کرد. کنترل‌کنندگان باب هوپ به او توصیه کردند که شرایط آب‌وهوای اطراف فرودگاه IFR را تعیین می‌کند و قبل از اینکه به آن اجازه ورود به حریم هوایی کنترل‌شده اطراف فرودگاه باب هوپ را بدهند هلیکوپتر را به مدت ۱۱ دقیقه از ساعت ۹:۲۱ صبح (۱۷:۲۱ یوتی‌سی) در حال چرخش نگه داشتند. توقف به دو پرواز ورودی اجازه فرود داد. در این حین، باب هوپ به زوبایان اطلاع داد که ارتفاع ابر تا ارتفاع ۲۴۰۰ فوت (۷۳۰ متر) گسترش یافته است. باب هوپ با فرودگاه ون نایس تماس گرفت، که تحت IFR نیز فعالیت می‌کرد و ون نایس به باب هوپ توصیه کرد که زوبایان را به شمال ون نایس ببرد.
اجازه ادامه در ساعت ۹:۳۲ صبح (۱۷:۳۲ یوتی‌سی) تحت VFR ویژه صادر شد، که خلبان را ملزم می‌کرد زیر ارتفاع ۲۵۰۰ فوت (۷۶۰ متر) بماند. هلیکوپتر به ارتفاع ۱۴۰۰ فوت (۴۳۰ متر) صعود کرد که زوبایان با ون نایس در ساعت ۹:۳۵ صبح (۱۷:۳۵ یوتی‌سی) آن را تأیید کرد. پس از عبور از حریم هوایی تحت کنترل باب هوپ، پرواز به سمت غرب چرخید و از آزادراه رونالد ریگان (SR 118) عبور کرد و به حریم هوایی کنترل شده فرودگاه ون نایس رفت. کنترل‌کننده‌های ون نایس کمی بعد چرخش به جنوب غربی به سمت آزادراه ونتورا (US 101) را در ساعت ۹:۳۹ صبح (۱۷:۳۹ یوتی‌سی) تأیید کردند. زوبایان سپس تأیید کرد که هنوز در شرایط پرواز VFR در ۱۵۰۰ فوت (۴۶ متر) است و انتقال به کنترل ترافیک هوایی کالیفرنیای جنوبی (SCT) را تصدیق کرد.
SCT اولین تماس خود را با زوبایان در ساعت ۹:۴۰ صبح (۱۷:۴۰ یوتی‌سی) برقرار کرد و ارتفاع هلیکوپتر و ادامه عملیات تحت شرایط VFR را تأیید کرد. SCT به زوبایان اطلاع داد که در ارتفاع و موقعیت فعلی هواپیما، آنها به زودی ارتباط و تماس رادار را از دست خواهند داد، و به او توصیه کرد که از VFR را استفاده کند تا زمانی که بتواند از طریق رادیو با کاماریلو تماس بگیرد. در ساعت ۹:۴۲ صبح (۱۷:۴۲ یوتی‌سی)، هلیکوپتر شروع به تعقیب آزادراه ونتورا در غرب کرد و وارد مناطق تپه‌ای‌تر در لبه غربی دره سان فرناندو شد. کنترلر SCT توسط یک کنترلر دیگر در ساعت ۹:۴۳ صبح (۱۷:۴۳ یوتی‌سی) همراهی شد. در ساعت ۹:۴۴:۳۴ صبح (۱۷:۴۴:۳۴ یوتی‌سی)، زوبایان به SCT توصیه کرد که N72EX از پوشش ابری بالا می‌رود. کنترلر SCT پشتیبان از زوبایان خواست احراز هویت کند و از او پرسید که آیا درخواست پیگیری پرواز را دارد، یک سرویس ردیابی که پرواز VFR را با به روز رسانی شفاهی مداوم در مورد ترافیک هوایی ارائه می‌دهد. زوبایان تأیید کرد که او بود و در پاسخ به سؤالی در مورد قصد خود، به کنترل ترافیک هوایی در ساعت ۹:۴۵:۱۵ صبح (۱۷:۴۵:۱۵ یوتی‌سی) توصیه کرد که در سطح ۴۰۰۰ فوت (۱۲۰۰ متر) قرار گیرد. این آخرین پیامی بود که زوبایان انجام داد.
با نزدیک شدن به ارتفاعات، هلیکوپتر شروع به صعود کرد و در عرض ۳۶ ثانیه تقریباً ۱۰۰۰ فوت (۳۰۰ متر) ارتفاع گرفت. بر اساس داده‌های ترانسپوندر، هلیکوپتر ابتدا وارد یک پیچ کوهنوردی به سمت چپ شد و مسیر جنوبی را در پیش گرفت و در ارتفاع ۲ هزار و ۲۳۰۰ فوتی (۷۰۰ متری) از سطح دریا (۱۵۰۰ فوتی (۴۶۰ متری) از سطح زمین. هشت ثانیه بعد، حدود ساعت ۹:۴۵:۱۸ صبح (۱۷:۴۵ یوتی‌سی) هلیکوپتر که به سمت چپ خود به سمت جنوب شرقی ادامه می‌داد، به سرعت شروع به سقوط کرد. سرعت سقوط بیش از ۴۰۰۰ فوت بر دقیقه (۲۰ متر بر ثانیه) و سرعت زمینی به ۱۶۰ نات (۳۰۰ کیلومتر بر ساعت؛ ۱۸۰ مایل بر ساعت) قبل از برخورد با دامنه تپه در ارتفاع تقریبی ۱۰۸۵ فوت (۳۳۱ متر) رسید؛ ارتفاع هواپیما در آخرین سیگنال ثبت شده ADS-B (۹:۴۵:۳۶ صبح) ۱۲۹۵ فوت (۳۹۵ متر) بود.

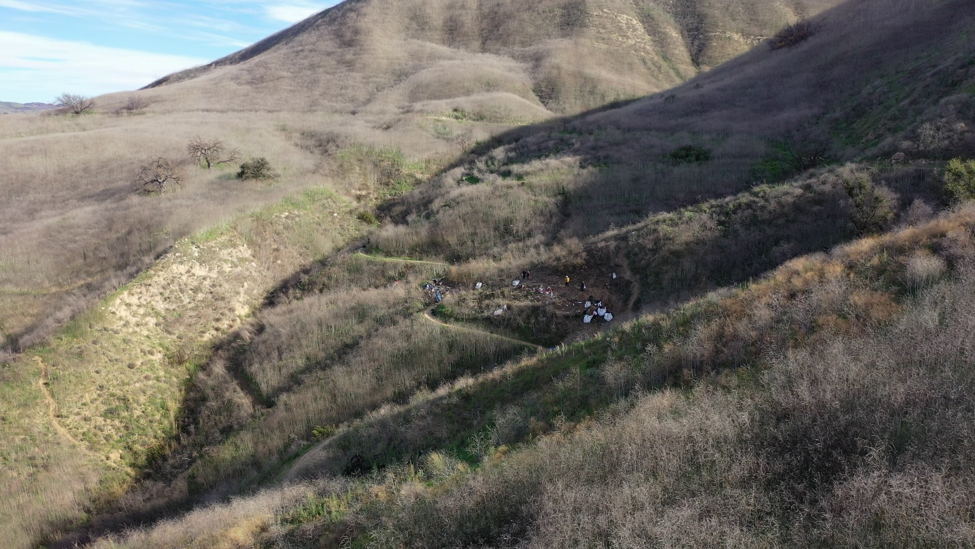
تصویر ثابت از ویدئوی پهپاد در آخرین سیگنال ثبت شده ADS-B. پهپاد توسط NTSB برای کپی کردن مسیر پرواز N72EX مستقر شد.

### برخورد و پاسخ اضطراری
همانطور که در تماس اضطراری ۹۱۱ در ساعت ۹:۴۷ صبح (۱۷:۴۷ یوتی‌سی) گزارش شد، هلیکوپتر در کالاباساس، کالیفرنیا، در نزدیکی تقاطع خیابان لاس ویرجنز و خیابان ویلو گلن سقوط کرد و آتش گرفت. این تصادف در مسیر حلقه هزاره جدید، در دامنه تپه‌ای در پشت مقر منطقه آبی شهرداری لاس ویرجنز رخ داد. دامنه تپه زمینی عمومی است که توسط منطقه آب و سازمان دولتی دیگری به نام اداره حفاظت و تفریح کوهستان مدیریت می‌شود و بخشی از دره کوچکی را تشکیل می‌دهد که اتفاقاً انتهای بالایی دره مالیبو نیز هست.
محل برخورد ۲۴ فوت در ۱۵ فوت قطر و ۲ فوت عمق داشت و لاشه اصلی در فاصله ۱۲۷ فوتی از نقطه برخورد اولیه با زاویه ۳۴۷ درجه که در اثر آتش سوزی قرار گرفت، قرار گرفت. بسیاری از هلیکوپتر، کابین، کابین خلبان و ابزار دقیق در اثر برخورد و آتش سوزی متعاقب آن به شدت تکه تکه شده و از بین رفتند.
هلیکوپتر بین دو گروه از دوچرخه‌سواران کوهستانی که با ۹۱۱ تماس گرفتند، سقوط کرد. شاهدان گزارش دادند که موتور هلیکوپتر قبل از سقوط در حال «پاشیدن» بود. برخی دیگر گزارش کردند که هلیکوپتر را در حال پرواز در زمین با "سرعت نسبتاً قابل توجهی" گزارش کردند. شرایط آب و هوایی باعث شد که تماس مختل شود.
این برخورد باعث آتش‌سوزی ۱.۴ جریب فرنگی (۱۰۰۰ متر مربع) شد که به دلیل وجود منیزیم (که با اکسیژن و آب به سرعت واکنش می‌دهد) خاموش کردن آن دشوار بود. آتش نشانان سازمان آتش نشانی لس آنجلس در محل حاضر شدند و آتش را تا ساعت ۱۰:۳۰ خاموش کردند. بقایای سقوط در زمین‌های شیب‌دار بر روی زمینی که وسعت آن بین ۵۰۰ تا ۶۰۰ فوت (۱۵۰ تا ۱۸۰ متر) تخمین زده می‌شود، پراکنده شد. آتش نشانان به محل رفتند و امدادگران از یک هلیکوپتر به محل حادثه رفتند اما نتوانستند بازمانده‌ای را پیدا کنند. همه ۹ سرنشین هلیکوپتر در این سقوط کشته شدند. بر اساس معاینات اداره پزشکی قانونی لس آنجلس، همه ۹ سرنشین بر اثر ضربه شدید جان خود را از دست دادند.

## هلیکوپتر

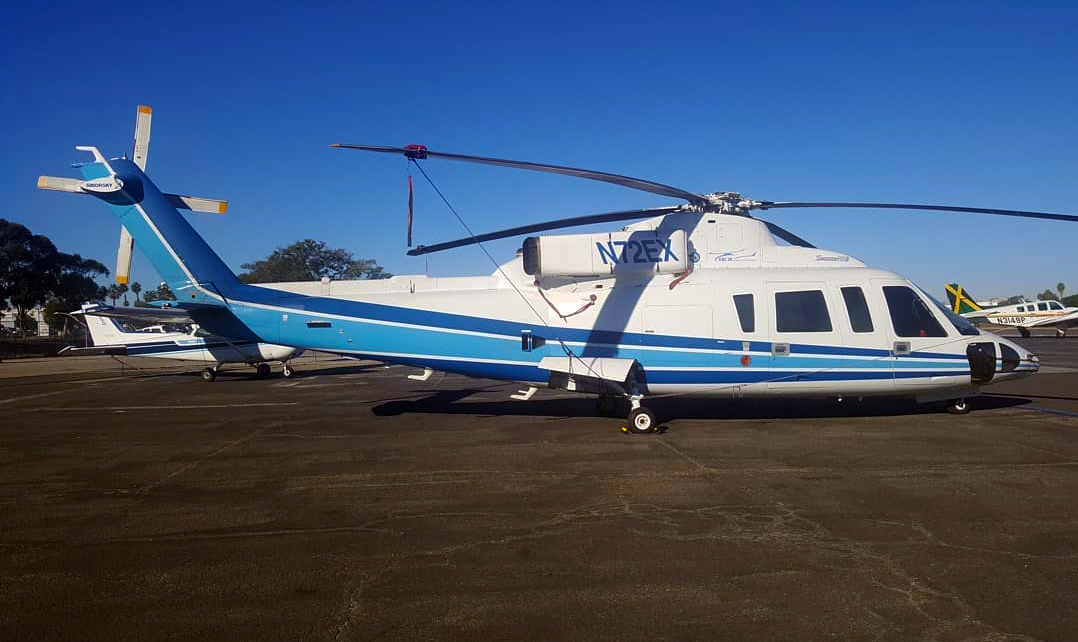
N72EX, the helicopter involved in the accident, in November, 2018.

تا سال ۲۰۱۵، هلیکوپتر سیکورسکی اس-۷۶ N72EX متعلق به فرمانداری ایالت ایلینوی بود که از آن برای حمل و نقل فرمانداران و سایر مقامات استفاده می‌کرد. بر اساس سوابق FAA و وزیر امور خارجه کالیفرنیا، این هلیکوپتر در شرکت Holding Island Express مستقر در فیل مور، کالیفرنیا ثبت شده است. محفظه مسافری هلیکوپتر از پیکربندی دوازده صندلی (به عنوان N761LL) پس از فروش به Island Express به هشت صندلی تبدیل شد.
هواپیما ضبط‌کننده اطلاعات پرواز (FDR) یا ضبط کننده صدای کابین خلبان (CVR) نداشت. هلیکوپترها در ایالات متحده نیازی به حمل آنها ندارند. اگرچه S-76B در ابتدا یک CVR نصب کرده بود، سوابق نشان می‌دهد که Island Express بلافاصله پس از خرید هلیکوپتر از فرمانداری ایالت ایلینوی در مارس ۲۰۱۶، CVR را حذف کرد. این بالگرد همچنین مجهز به سیستم هشدار و آگاهی از زمین (TAWS) نبود؛ اگرچه NTSB توصیه کرد که تمام هلیکوپترهایی که برای حمل شش یا بیشتر صندلی مسافر طراحی شده‌اند، پس از سقوط S-76A در سال ۲۰۰۴ به TAWS مجهز شوند، FAA این توصیه را اجرا نکرد.
به طور کلی پس از سقوط مشخص نبود که آیا برایانت هواپیما را اجاره کرده است یا آن را به صورت تمام وقت اجاره کرده است. شرکت برایانت مذاکراتی را با هلیکوپترهای OC (OCH) در سال ۲۰۱۲ یا ۲۰۱۳ برای ارائه خدمات هلیکوپتر چارتر بر حسب تقاضا آغاز کرده بود که مستلزم استفاده از هلیکوپتر دو موتوره و لیست از پیش غربال شده خلبانان قابل قبول بود. از آنجایی که OCH فقط یک هلیکوپتر تک موتوره داشت، Island Express برای پروازهای برایانت که از سال ۲۰۱۵ شروع شد قرارداد فرعی بسته شد و زوبایان خلبان ترجیحی شد. OCH یک رابطه تجاری با Island Express ایجاد کرده بود که تقریباً در سال ۲۰۱۴ شروع شد، زمانی که OCH شروع به قرارداد فرعی پروازهای چارتر به Island Express کرد.

## گزارش

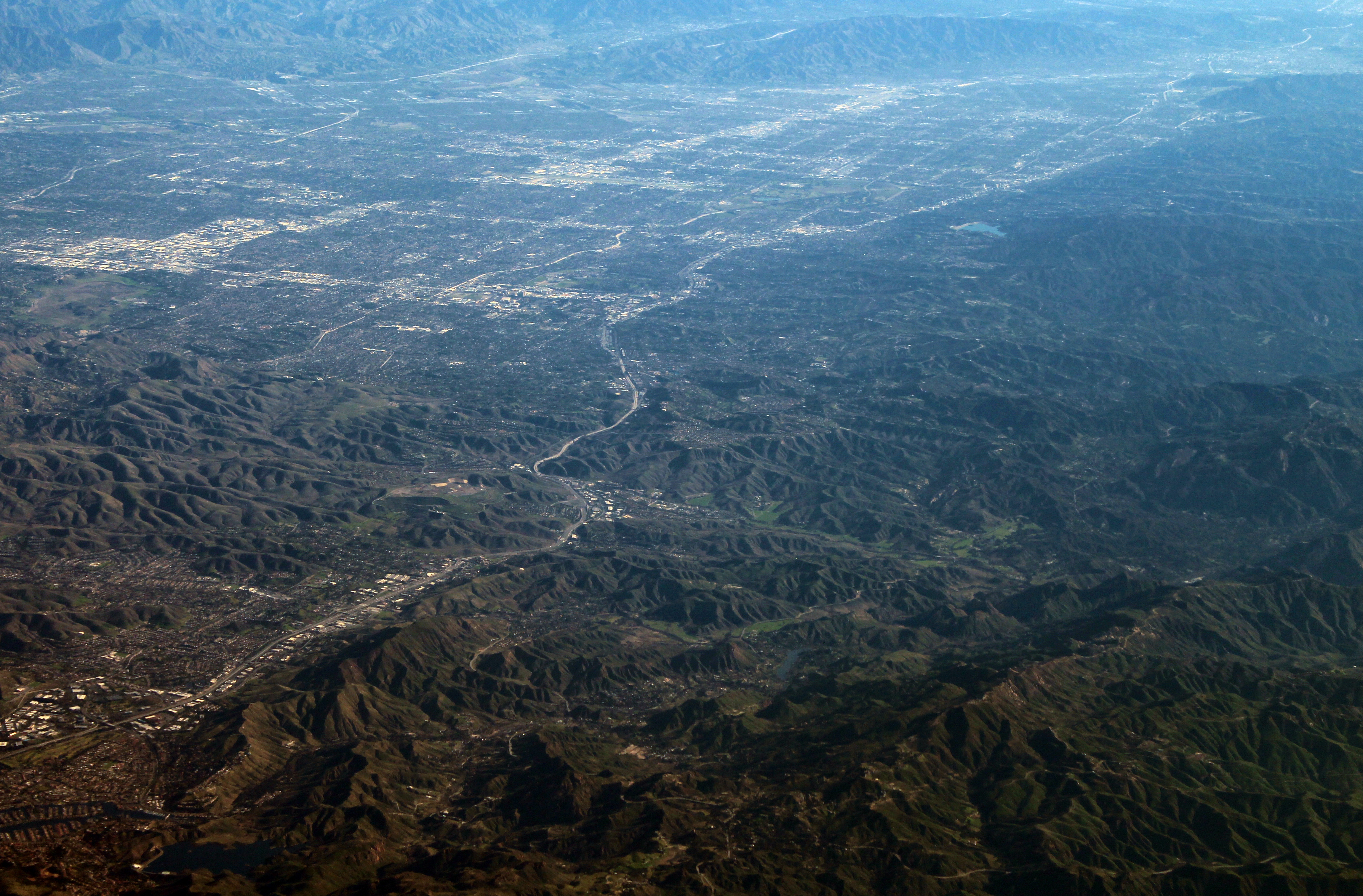
نمای هوایی کالاباساس، تقریباً در مرکز محل سقوط. هلیکوپتر از گوشه سمت راست بالای این تصویر وارد شد، در اطراف فرودگاه ون نایس خم شد، سپس سعی کرد آزادراه ونتورا (US 101) را دنبال کند تا از گوشه پایین سمت چپ خارج شود.

مدیر عملیات هلیکوپترهای OC حدود ساعت ۹:۴۹ صبح با معاون Island Express تماس گرفت و مکان فعلی هلیکوپتر را جویا شد، زیرا برنامه ردیابی پرواز Spidertracks در ساعت ۹:۴۵ صبح ردیابی را متوقف کرده بود. معاون رئیس‌جمهور با مدیرکل تماس گرفت. Island Express که قادر به رسیدن به خلبان از طریق رادیو VHF نبود و Island Express طرح واکنش اضطراری خود را در ساعت ۹:۵۸ صبح فعال کردند. ساعت ۱۰:۲۲ صبح، اما پرواز بعدی در ساعت ۱۰:۲۷ صبح پس از تایید سقوط در محل، فراخوان شد.
در ساعت ۱۱:۲۴ صبح، کمتر از دو ساعت پس از سقوط، TMZ اولین منبع خبری بود که مرگ برایانت را تایید کرد. TMZ بعداً توسط مجریان قانون محلی به دلیل گزارش این ماجرا قبل از اینکه دفتر پزشکی قانونی فرصتی برای تأیید هویت سرنشینان هلیکوپتر و اطلاع خانواده‌های آنها داشته باشد مورد انتقاد قرار گرفت. الکس ویلانووا، کلانتر شهرستان لس آنجلس، اظهار داشت: "بسیار بی‌احترامی است اگر بفهمیم عزیز شما از بین رفته است و شما این را از طریق TMZ می‌فهمید."
در ساعت ۲:۳۰ بعد از ظهر، کلانتر شهرستان لس آنجلس و سازمان آتش نشانی شهرستان لس آنجلس کنفرانس مطبوعاتی مشترکی را برگزار کردند که جزئیات اولیه این سقوط را تشریح کرد. داریل اوسبی، رئیس آتش نشانی شهرستان لس آنجلس تأیید کرد که اداره هوانوردی فدرال و هیئت ملی ایمنی حمل و نقل (NTSB) در محل تحقیق هستند. یک "Go Team" متشکل از ۱۸ نفر، از جمله متخصصان و بازرسان از NTSB، در غروب برای جستجوی یک ضبط‌کننده پرواز وارد شدند.
کلانتر ویلانووا از مردم خواست دور بمانند، زیرا مردم به محله‌های مسکونی اطراف محل سقوط، آمده بودند و تجمع مانع از پاسخگویی شده بود. FAA به درخواست همسر برایانت، ونسا، یک منطقه پرواز ممنوع ۵ مایلی را در اطراف محل سقوط هواپیما تا ارتفاع ۵۰۰۰ پایی تعیین کرد تا از حریم خصوصی قربانیان محافظت کند. بازپرس پزشکی قانونی توانست ابتدا بقایای سه نفر از ۹ قربانی را یک شبه خارج کند. در پاسخ به تلاش‌ها برای دسترسی غیرمجاز در اولین عصر پس از تصادف، کلانتر ویلانووا معاونینی را مأمور گشت تا در زمین‌های ناهموار سوار بر اسب و وسایل نقلیه تمام زمینی به منظور ایجاد یک محیط امن و جلوگیری از دسترسی شکارچیان سوغات، گشت‌زنی کنند. بعداً گزارش شد که معاونان کلانتر شهرستان لس آنجلس عکس‌های گرافیکی غیرمجاز از صحنه تصادف گرفته و به اشتراک گذاشته بودند و کلانتر ویلانووا به آنها دستور داده بود که عکس‌ها را حذف کنند. حذف این عکس‌ها باعث شد که کمیسیون نظارت غیرنظامی کلانتر این سوال را مطرح کند که آیا این یک سرپوش است.

روز بعد گزارش شد که لحظاتی قبل از سقوط هلیکوپتر به دامنه تپه، به خلبان گفته شد که "در سطح بسیار پایینی برای تعقیب پرواز" قرار دارد، چیزی که ظاهراً او درخواست کرده بود. این بدان معناست که ارتفاع هلیکوپتر خیلی پایین بوده که توسط کنترل ترافیک هوایی قابل ردیابی نیست، اما لزوماً به این معنی نیست که ارتفاع آن برای پرواز ایمن بسیار پایین است.
تا ۲۸ ژانویه، تمام ۹ جسد از محل سقوط توسط بازرس پزشکی و پزشکی قانونی پیدا شده بود. اجساد کوبی برایانت و سه تن دیگر از طریق اثر انگشت در ۲۸ ژانویه شناسایی شدند و پنج جسد دیگر در ۳۰ ژانویه پس از آزمایش و تجزیه و تحلیل DNA شناسایی شدند. کالبد شکافی‌ها در ۲۸ ژانویه انجام شد. تا ۱ فوریه، بازرس پزشکی اکثر اجساد قربانیان را به خانواده‌هایشان، از جمله برایانت‌ها، تحویل داد.
در نوامبر ۲۰۲۱، خانواده برایانت شکایتی را علیه شهرستان لس آنجلس به دلیل ناراحتی عاطفی تنظیم کردند. تیم حقوقی برایانت ادعا می‌کند که کارمندان شهرستان لس آنجلس، از جمله کلانتر و پرسنل آتش نشان، تصاویری از اجساد فوت شده قربانیان تصادف - از جمله کوبی برایانت و دختر ۱۳ ساله‌اش - گرفته و به اشتراک گذاشته‌اند. اسناد دادگاه ادعا می‌کنند کسانی که تصاویر را مشاهده کرده‌اند، اجساد را با عبارات خام توصیف کرده‌اند. شهرستان لس آنجلس خواستار رد شکایت شده است. جلسه رسیدگی برای ۲۷ دسامبر ۲۰۲۱ برنامه‌ریزی شده بود.

## اقدامات قانونی
در ۲۴ فوریه ۲۰۲۰، ونسا برایانت، همسر کوبی برایانت و مادر جیانا، و همچنین وارثان دارایی خلبان، آرا زوبایان، شکایتی را علیه Island Express، ثبت کردند. خانواده ماوزر و آلتوبلی در ماه آوریل علیه Island Express شکایت کردند و خانواده چستر در ماه مه به دنبال آن بودند. برگ زوبایان، برادر آرا، در ماه مه به شکایت اولیه پاسخ داد و گفت که کوبی از خطرات آن آگاه بوده و از سهل انگاری مسافران مقصر بوده است. Island Express مجدداً تاکید کرد که برایانت از خطرات آن آگاه بوده و مسئولیت آن را رد کرده و سقوط هواپیما را "عمل خدا" خوانده است.
Island Express یک شکایت متقابل علیه دو کنترلر ترافیک هوایی SCT که برای FAA کار می‌کردند در اوت ۲۰۲۰ تنظیم کرد و بیان کرد که "مجموعه اعمال و یا کوتاهی‌های اشتباه" آنها باعث سقوط هواپیما شده است. در همان ماه، قاضی ویرجینیا کینی درخواست ثبت‌شده توسط وراث زوبایان برای تغییر محل برگزاری را رد کرد. این شکایت در دادگاه عالی لس آنجلس ثبت شد و قبلاً به دادگاهی در ون نایس محول شده بود. برایانت در ماه سپتامبر نظر خود را اصلاح کرد و از هلیکوپترهای OC به عنوان یک متهم دیگر نام برد و مدعی شد که مالک، شرایط آب و هوایی را در طول پرواز مرگبار بررسی و نظارت کرده است.
حدود هشت معاون کلانتر شهرستان لس آنجلس که به این تصادف واکنش نشان داده بودند، عکس‌هایی را در دستگاه‌های شخصی گرفتند یا به اشتراک گذاشتند. وقتی کلانتر ویلانووا از این موضوع مطلع شد، به نمایندگان دستور داد که عکس‌ها را حذف کنند. اگرچه هیچ سیاست رسمی برای منع عکس‌برداری در یک تصادف وجود نداشت، ویلانووا آن را "غیرقابل توجیه... داشتن این موضوع علاوه بر آنچه قبلاً از سر گذرانده‌اند، غیر وجدان‌آمیز است" و از خانواده‌ها عذرخواهی کرد و در عین حال خواستار قانون ایالتی برای منع موارد غیرمجاز شد. ونسا برایانت همچنین در سپتامبر ۲۰۲۰ به دلیل اشتراک‌گذاری عکس‌های صحنه تصادف علیه کلانتر شکایت کرد. کالیفرنیا AB2655 را در ۲۸ سپتامبر تصویب کرد، که بیان می‌کند اولین واکنش‌دهنده‌هایی که عکس‌های غیرمجاز از قربانیان جنایت یا حادثه‌ای خارج از وظایف شغلی خود می‌گیرند، می‌توانند با تخطی از قانون مورد استناد قرار گیرند که برای نمونه با جریمه‌ای تا ۱۰۰۰ دلار آمریکا مجازات می‌شود. خانواده ماوزر در ماه دسامبر شکایت مشابهی را علیه کلانتری تنظیم کردند. جان اف. والتر، قاضی دادگاه منطقه ای ایالات متحده، حکم داد که اسامی نمایندگانی که به دلیل رفتار نادرست تعلیق شده‌اند، می‌تواند در مارس ۲۰۲۱ برای عموم منتشر شود، که ونسا برایانت آن را در ۱۵ مارس همان سال فاش کرد.

## تحقیقات NTSB
سخنگوی هیئت ملی ایمنی ترابری در ۳۱ ژانویه گفت که هلیکوپترهای Island Express که مالک هلیکوپتری سقوط‌کرده بودند، مجوز پرواز در شرایط مه‌آلود را ندارند.
در ۳۰ ژانویه، لاشه هلیکوپتر برای بررسی بیشتر توسط محققان NTSB از لس آنجلس به فینیکس، آریزونا منتقل شد. با این حال، محیط امن در اطراف محل سقوط باقی ماند و در انتظار پاکسازی مواد خطرناک (به ویژه سوخت جت و مایعات هیدرولیک) توسط یک خدمه پاکسازی هازمات خصوصی تحت نظارت اداره کنترل مواد سمی کالیفرنیا بود.
در ۷ فوریه، NTSB یک "به روز رسانی تحقیقاتی" در مورد سقوط منتشر کرد. یافته‌های اولیه به روز رسانی NTSB نشان می‌دهد که هیچ مدرکی دال بر خرابی موتور وجود ندارد. این گزارش نشان می‌دهد که «بخش‌های قابل مشاهده موتورها شواهدی از خرابی داخلی غیرقابل کنترل یا فاجعه‌بار را نشان نمی‌دهند» و آسیب به تیغه‌ها «مطابق با چرخش نیروگاهی در زمان برخورد بوده است».
در ۱۷ ژوئن ۲۰۲۰، NTSB سند عمومی در مورد سقوط را منتشر کرد. این سند حاوی بیش از ۱۷۰۰ صفحه "گزارش‌های واقعی در مورد عملیات، عوامل بقا، عملکرد انسانی، کنترل ترافیک هوایی، و عملکرد هواپیما است. این سند همچنین شامل متن مصاحبه، عکس‌ها و سایر مواد تحقیقاتی است."
در ۹ فوریه ۲۰۲۱، NTSB جلسه‌ای برای تعیین علت احتمالی سقوط برگزار کرد. هیئت مدیره به این نتیجه رسید که زوبایان برخلاف الزامات VFR در میان ابرهای غلیظ پرواز کرده است. در نتیجه عدم جهت‌گیری فضایی و از دست دادن کنترل منجر به سقوط شد. دلایل احتمالی کمک‌کننده ذکرشده، فشار خود ناشی از خلبان برای تکمیل پرواز و نظارت ناکافی Island Express بر فرآیند مدیریت ایمنی آن بود. پرواز با سرعت بیش از حد برای شرایط آب و هوایی نیز در گزارش نهایی ذکر شده است. حتی اگر هلیکوپتر به سیستم هشدار و آگاهی از زمین مجهز شده بود، به دلیل گمراهی خلبان، به احتمال زیاد کمکی به جلوگیری از سقوط نمی‌کرد. در "علت احتمالی" آمده است:

هیئت ملی ایمنی ترابری تشخیص می‌دهد که علت احتمالی این حادثه تصمیم خلبان برای ادامه پرواز بر اساس قوانین پرواز بصری در شرایط هواشناسی ابزاری بوده است که منجر به عدم جهت گیری فضایی خلبان و از دست دادن کنترل شده است. فشار احتمالی خلبان و ادامه برنامه خلبان که بر تصمیم گیری او تأثیر منفی گذاشته و بررسی و نظارت ناکافی هلیکوپترهای Island Express بر فرآیندهای مدیریت ایمنی خود، عامل اصلی این حادثه بود.

## یادبودها

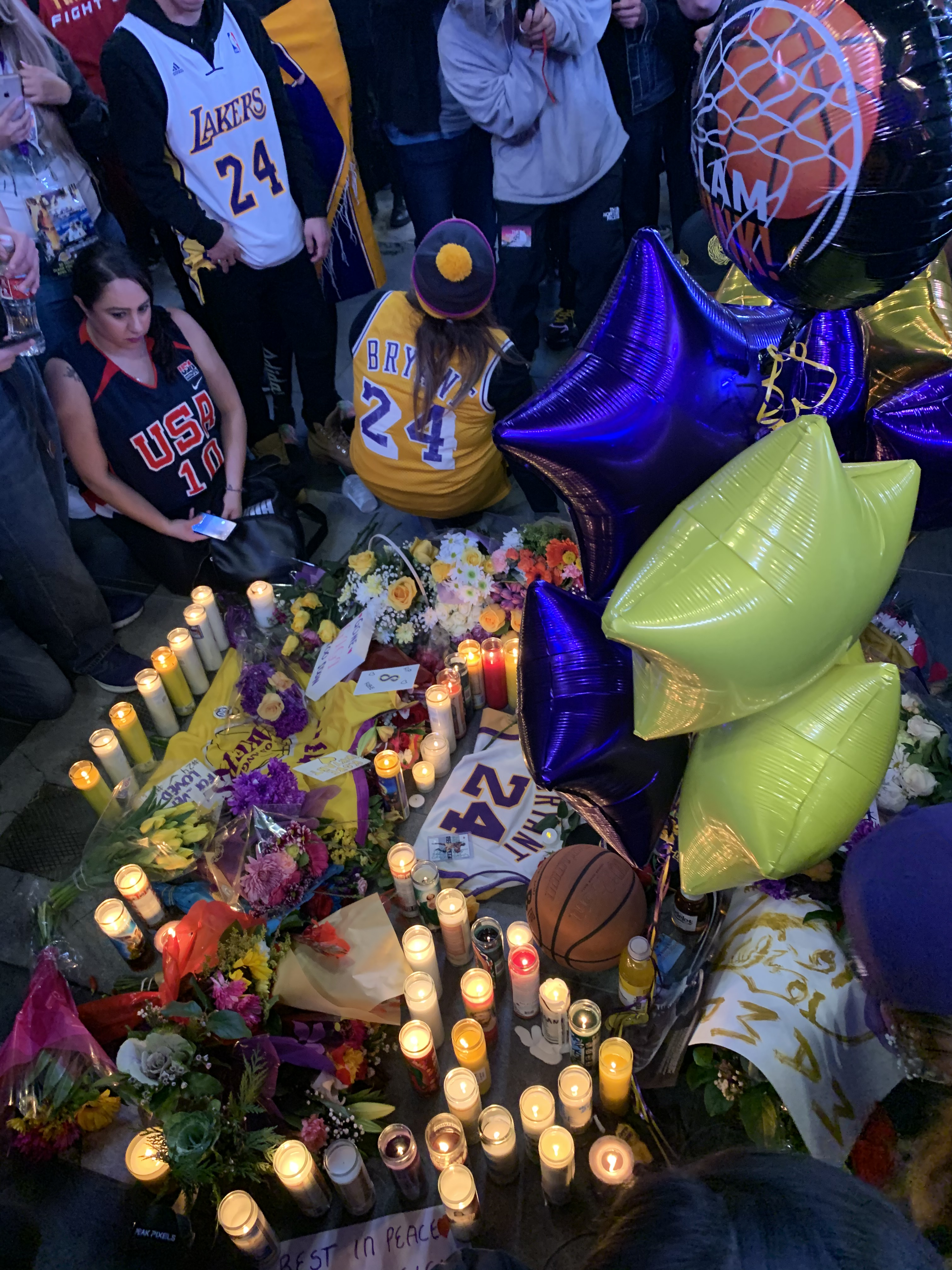
مدت کوتاهی پس از مرگ برایانت، یک بنای یادبود موقت در خارج از مرکز استیپلز برپا شد.

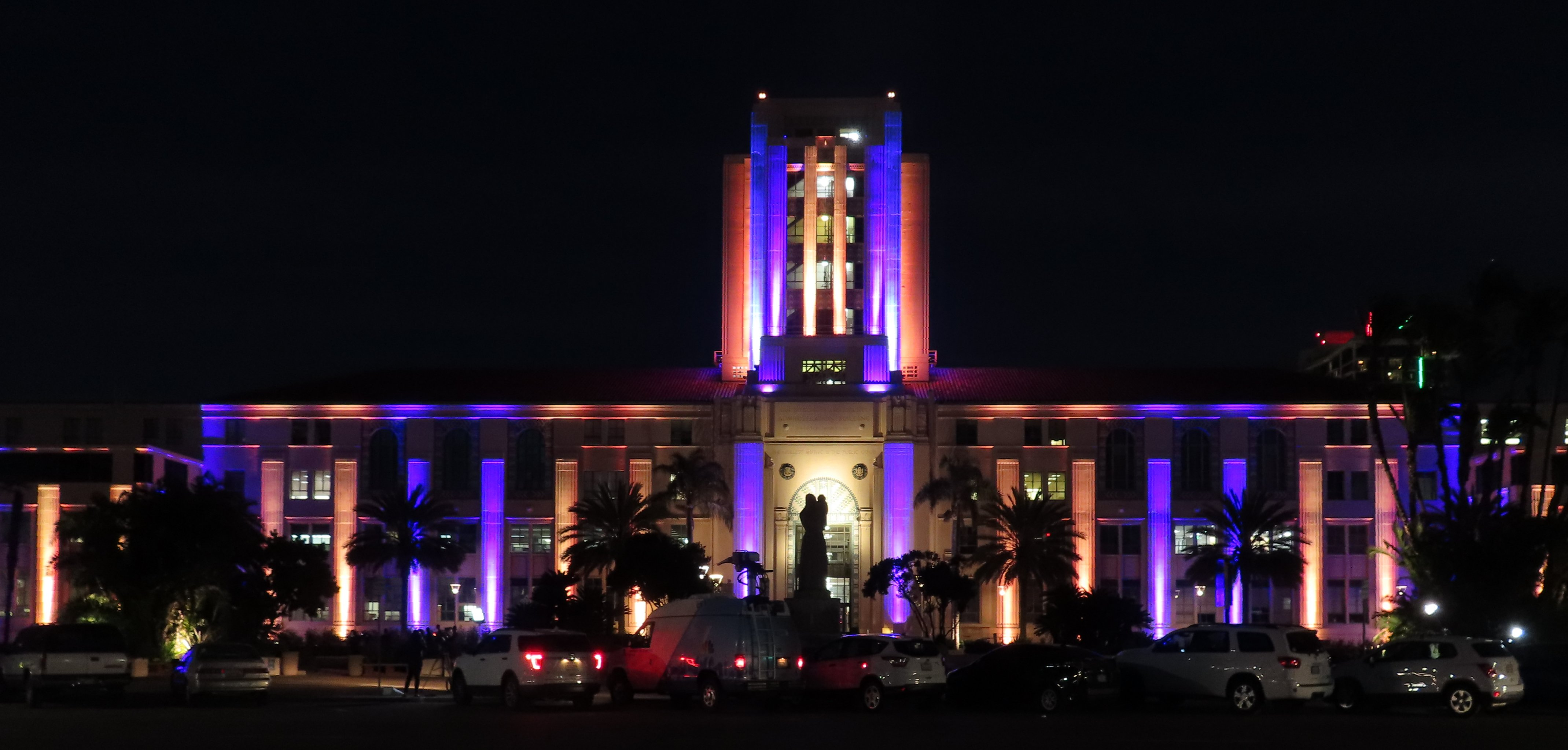
مرکز اداری شهرستان سن دیگو در ۳۰ ژانویه به رنگ‌های لس آنجلس لیکرز به عنوان یادبود برایانت روشن شد.

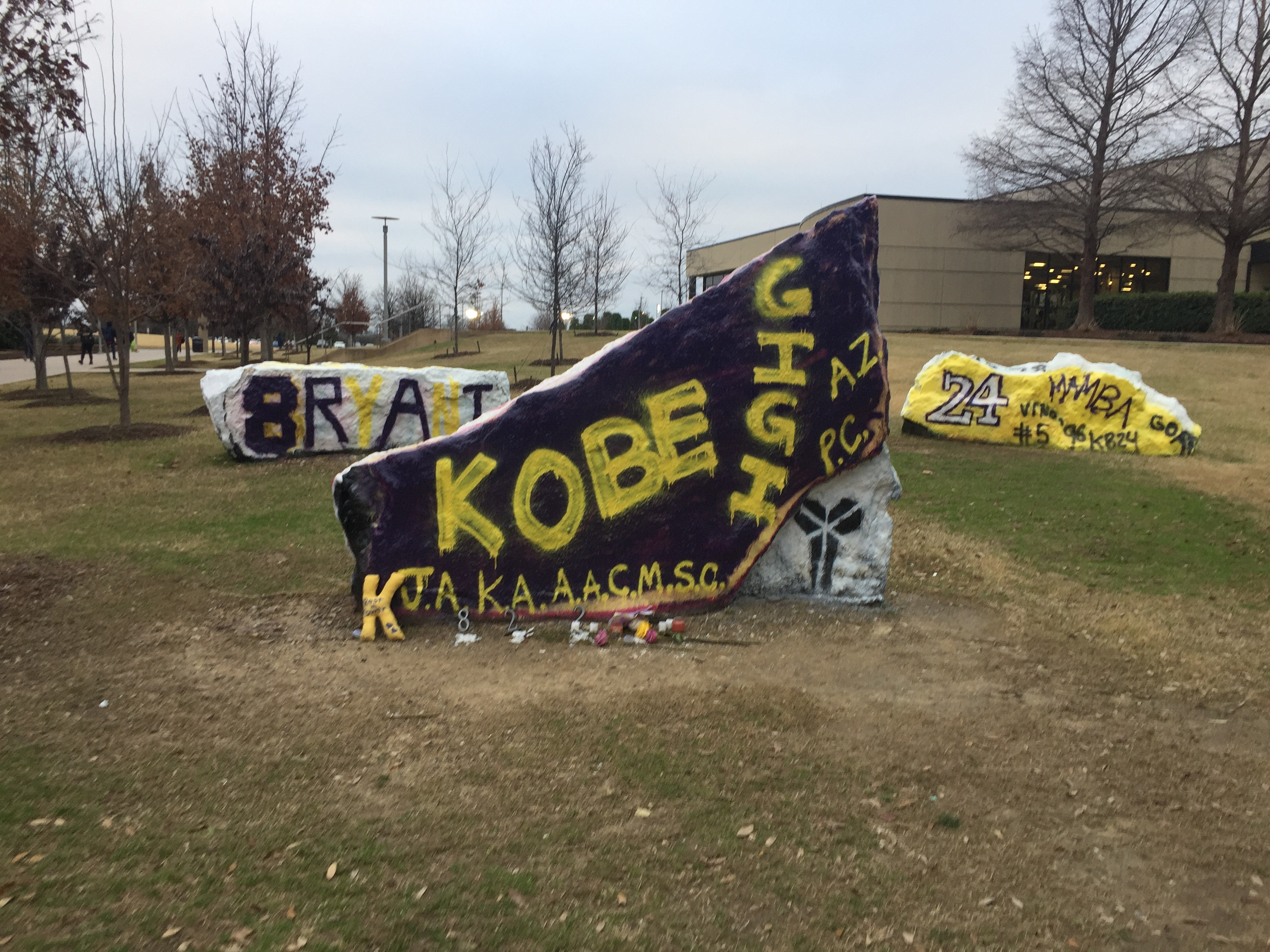
یادبود در دانشگاه تگزاس در دالاس

حدود ۲۰۰ نفر در پای تپه نزدیک به تصادف جمع شدند، بسیاری از آنها پیراهن برایانت را پوشیده بودند و توپ بسکتبال در دست داشتند. مردم همچنین یک یادبود موقت را در استیپلز سنتر، میدان خانگی لس آنجلس لیکرز (تیمی که برایانت در طول ۲۰ سال فعالیت حرفه‌ای خود در NBA، از سال ۱۹۹۶ تا ۲۰۱۶ در آن بازی کرده بود) درست چند ساعت قبل از ساعت برنامه‌ریزی شده برای میزبانی این ورزشگاه تشکیل دادند. جوایز گرمی در طول مراسم، مجری برنامه آلیشا کیز و بویز II من به منظور ادای احترام به برایانت، آهنگ «خیلی سخت است خداحافظی با دیروز» را اجرا کردند، و سایر اجراکنندگان از جمله لیل ناز اکس، لیزو، ران-دی.ام.سی، اروسمیث و دی‌جی خالد ادای احترامی را به برایانت در اجرای خود اختصاص دادند. دو پیراهن برایانت که در تیرهای مرکز استیپلز آویزان شده بودند، توسط نورافکن روشن شدند. یک هفته پس از مرگ برایانت، کارکنان مرکز استیپلز شروع به تمیز کردن بنای یادبود موقت خارج از سالن کردند، اما قول دادند که همه اقلام فاسد نشدنی را فهرست، بسته‌بندی و برای خانواده‌اش ارسال کنند. در میان اقلامی که به این ترتیب کشف شد، ۱۳۵۰ توپ بسکتبال و همچنین "۲۵۰۰۰ شمع، ۵۰۰۰ علامت یا نامه، ۵۰۰ حیوان عروسکی، ۳۵۰ جفت کفش و ۱۴ بنر" بود.
طرفداران یادبودی برای برایانت در خارج از ورزشگاه کوبی برایانت در دبیرستان لوور مریون در آردمور، پنسیلوانیا ایجاد کردند، که برایانت از سال ۱۹۹۲ تا ۱۹۹۶ در آن حضور داشت.
بناهای دیدنی در سراسر جهان، از جمله فرودگاه بین المللی لس آنجلس، مدیسن اسکوئر گاردن، ساختمان امپایر استیت و برج آبی سانتا آنا در خانه برایانت در اورنج کانتی، کالیفرنیا، به یاد برایانت به رنگ ارغوانی و طلایی روشن شدند.
در ۲ فوریه، بلندترین ساختمان جهان، برج خلیفه، با تصاویری برای ادای احترام به برایانت و دخترش روشن شد. این نمایش توسط رئیس اجرایی مرکز چند کالای دبی (DMCC) احمد سلطان بن سلیم ترتیب داده شد.
در ۷ فوریه، کوبی و دخترش در یک تشییع جنازه خصوصی در پارک یادبود پاسیفیک ویو در محله کورونا دل مار در نیوپورت بیچ به خاک سپرده شدند. دو روز بعد، برایانت همچنین در کنار دیگر چهره‌های اخیراً درگذشته صنعت فیلم، در مونتاژ In Memoriam در نود و دومین مراسم جوایز اسکار در ۹ فوریه حضور داشت. جشن زندگی برای کوبی و دخترش در ۲۴ فوریه ۲۰۲۰ در مرکز استیپلز برگزار شد.
در ۱۰ فوریه، مراسم یادبودی در داخل استادیوم فرشته در آناهایم، کالیفرنیا، برای گرامیداشت جان آلتوبلی، همسرش کری و دخترش آلیسا برگزار شد.
در ۱۸ ژوئیه، آکادمی علوم و هنرهای تلویزیونی پس از مرگ برایانت در هفتاد و دومین دوره جوایز امی لس آنجلس به منظور قدردانی از "میراث بشردوستانه، ساختن جامعه و الهام بخش او که فراتر از زمین بسکتبال بود" جایزه فرماندار را اعطا کرد. آهنگساز جان ویلیامز، که برایانت در انیمیشن کوتاه خود بسکتبال عزیز با او کار کرد، از طرف او این جایزه را پذیرفت.

## واکنش‌ها

### بسکتبال
آدام سیلور، کمیسر NBA در بیانیه‌ای گفت:
گرگ داونر، مربی بسکتبال دبیرستان برایانت، از این خبر "کاملاً شوکه و ویران شد" و در ابتدا آنقدر مضطرب بود که نمی‌توانست با رسانه‌ها صحبت کند. داونر از سال ۱۹۹۲ تا ۱۹۹۶ مربی برایانت در دبیرستان لوور مریون در حومه فیلادلفیا بود و در سال ۱۹۹۶ با برایانت قهرمان ایالتی شد.
مایکل جردن، که برایانت اغلب با او مقایسه می‌شد، در بیانیه‌ای گفت: "کلمات نمی‌توانند دردی را که احساس می‌کنم توصیف کنند. من کوبی را دوست داشتم - او برای من مانند یک برادر کوچک بود... ما اغلب صحبت می‌کردیم، و او یک رقیب سرسخت، یکی از بزرگان بازی و یک نیروی خلاق بود." شکیل اونیل، هم‌تیمی برایانت در لیکرز از سال ۱۹۹۶ تا ۲۰۰۴ و با او دوستی مشترک داشت، گفت که او "بیمار" است و "کلامی برای بیان درد نداشت." چندین تیم NBA در جریان بازی‌های خود در آن شب با نقض عمدی در زمین مسابقه با اشاره به شماره لباس او به برایانت ادای احترام کردند: نقض ساعت ضربه‌ای ۲۴ ثانیه‌ای و قانون الزام تیم‌ها برای پیشبرد توپ از میانه زمین در عرض هشت ثانیه. کریم عبدالجبار با انتشار ویدئویی در توئیتر ابراز همدردی کرد. لبران جیمز که شب قبل از برایانت در لیست گلزنان حرفه‌ای NBA عبور کرده بود و صبح روز حادثه با برایانت صحبت کرده بود، بیانیه‌ای را در اینستاگرام منتشر کرد و گفت: «دلم شکسته و ویران شده... به شما قول می‌دهم. من میراث تو را ادامه خواهم داد." جری وست، مدیرکل و بزرگ لیکر که قرارداد خرید برایانت را برای لیکرز تنظیم کرده بود، گفت: «فکر می‌کنم چیزی که بیشتر در ذهن من طنین‌انداز است... یک نفر با یک نام - کوبی - لازم نیست به نام خانوادگی او اشاره کنید. " و اینکه "غم انگیزترین روز زندگی او" بود که فهمید خانواده‌هایی در سانحه هلیکوپتر مرده‌اند.
مارک کوبان، مالک دالاس ماوریکس گفت: "عدد ۲۴ دیگر هرگز توسط دالاس ماوریکس پوشیده نخواهد شد." چندین بازیکن NBA که قبلاً شماره لباس برایانت را پوشیده بودند تصمیم گرفتند به افتخار برایانت به سراغ شماره‌های جدید بروند.
NBA بعداً بازی لس آنجلس لیکرز مقابل لس آنجلس کلیپرز را که برای ۲۸ ژانویه برنامه‌ریزی شده بود، دو روز پس از سانحه به تعویق انداخت. این بازی در ۳۰ ژوئیه، دومین بازی بازگشت NBA از تعلیق خود به دلیل همه‌گیری کووید-۱۹ برگزار شد. در ابتدا قرار بود در ۹ آوریل شروع شود، اما به دلیل تعلیق دوباره به تعویق افتاد. این بازی با نتیجه ۱۰۳-۱۰۱ به نفع لیکرز به پایان رسید. در ۳۰ ژانویه، اولین بازی پس از سقوط در استیپلز سنتر بین کلیپرز و ساکرامنتو کینگز انجام شد، کلیپرز قبل از بازی از برایانت تجلیل کرد و پل جورج یک ویدیو ادای احترام به برایانت را روایت کرد. کلیپرز همچنین پیراهن های ۸ و ۲۴ بایگانی کوبی را به عنوان بخشی از ادای احترام نشان دادند. معمولاً کلیپرز تمام شماره‌های بایگانی لیکرز و بنرهای قهرمانی را در طول بازی‌های خانگی خود مخفی می‌کند. روز بعد، لیکرز اولین بازی خود را پس از سقوط مقابل پورتلند تریل بلیزرز انجام داد. قبل از مسابقه، لیکرز با مراسمی که درست قبل از اعلام خبر برگزار شد، به برایانت و همه کسانی که در سانحه جان خود را از دست دادند، ادای احترام کردند. اولین بازی لیکرز پس از سقوط، با خواندن سرود ملی، در حالی که ویز خلیفا و چارلی پوث دوباره متحد شدند تا آهنگ "وقتی باز دیدمت" خود را میان دو نیمه اجرا کنند. جیمز همچنین قبل از بازی برای تماشاگران سخنرانی کرد و هر بازیکنی در ترکیب اصلی لیکرز با نام برایانت اعلام شد. لیکرز همچنین در ادامه فصل یک نشان با حروف اول کوبی استفاده کرد. ورزشگاه خانگی لیکرز همچنین با قرار دادن آرم های "KB" در انتهای زمین، و شماره های کوبی در حاشیه، با شماره ۸ او در نزدیکی نیمکت لیکرز، و شماره ۲۴ او در نزدیکی نیمکت تیم مهمان، به کوبی ادای احترام کرد. این بازی با میانگین ۴.۴۱ میلیون بیننده، دومین بازی پربیننده در تاریخ ESPN بود.
در ۱۵ فوریه، کمیسر آدام سیلور اعلام کرد که جایزه باارزش‌ترین بازیکن بازی آل-استار ان‌بی‌ای به افتخار برایانت، به جایزه باارزش‌ترین بازیکن بازی کوبی برایانت آل-استار ان‌بی‌ای، تغییر نام خواهد داد. همچنین، در بازی آل-استار ان‌بی‌ای ۲۰۲۰ در ۱۶ فوریه، هر بازیکن در تیم جیانیس پیراهن شماره ۲۴ را به افتخار کوبی پوشید، در حالی که هر بازیکن در تیم لبران پیراهن شماره ۲ را به افتخار جیانا پوشید.
بلافاصله پس از سقوط، تالار مشاهیر بسکتبال در اسپرینگفیلد نام کوبی را بر روی تابلوی بزرگ جلوی خود قرار داد، زیرا طرفداران شمع و گل روی مجسمه بزرگ جیمز نای‌سمیت در مقابل در ورودی گذاشتند. در داخل تالار با حضور بسیاری از هواداران برایانت و لیکرز، با وجود اینکه در منطقه شدیداً تحت تاثیر طرفداران سلتیکس قرار داشت، در داخل تالار مراسم بیداری و یک لحظه سکوت برگزار شد. علاوه بر اینکه تالار مشاهیر هزاران چراغ فضای بزرگ تالار را به رنگ بنفش و طلایی درآورد، بسیاری از ساختمان‌های اداری دیگر در مرکز شهر اسپرینگفیلد نیز این کار را انجام دادند. چندین بیلبورد در بزرگراه میان‌ایالتی ۹۰ در ماساچوست نیز به یاد کوبی برایانت اختصاص داشت. برایانت همچنین به همراه تیم دانکن و کوین گارنت به عنوان بازیکنان در اولین سال‌های واجد شرایط بودن، وارد کلاس تالار مشاهیر سال ۲۰۲۰ شد.
در مه ۲۰۲۰، تقریباً چهار ماه پس از سقوط، آکادمی ورزشی مامبا با حذف نام مستعار «مامبا» به احترام برایانت، نام خود را به آکادمی ورزشی بازگرداند. پس از پیروزی لیکرز در فینال ان‌بی‌ای ۲۰۲۰، آنها قهرمانی را به برایانت تقدیم کردند.

### سایر ورزش‌ها
بسیاری از بازیکنان لیگ برتر بیسبال، لیگ ملی فوتبال و لیگ ملی هاکی، تیم‌ها و سایر سازمان‌ها بلافاصله پس از سقوط از برایانت یاد کردند.
خبر مرگ برایانت درست قبل از شروع بازی پرو بول ۲۰۲۰ منتشر شد و بازیکنان در رختکن خود متوجه این موضوع شدند. اندکی پس از شروع بازی، مرگ برایانت در ورزشگاه اعلام شد و یک لحظه سکوت برقرار شد. ABC و ESPN از پوشش خبری خود در مورد این رویداد جدا شدند تا این سانحه را پوشش دهند، و مصاحبه‌های بازیکنان به شدت بر ارتباطات بازیکنان و احترام به برایانت متمرکز بود. در طول مراسم قبل از بازی سوپر بول ال‌آی‌وی در هفته بعد، بازیکنان و مربیان هر دو تیم در طول ادای احترام به برایانت و سایر قربانیان در هر دو خط ۲۴ متری، شماره برایانت ایستادند.
دبلیودبلیوئی در طول پرداخت به ازای نمایش رویال رامبل ۲۰۲۰ در اواخر همان شب به برایانت ادای احترام کرد، همان‌طور که اول الیت رسلینگ در جریان ای‌ئی‌دبلیو دینامیت آن هفته در کلیولند در کالیفرنیای جنوبی که پیراهن‌های برایانت را روی رینگ پوشیده بود، و بسیاری از کشتی‌گیران به خانواده برایانت تسلیت گفتند.
بسیاری از تنیسورهای تور ATP در طول مسابقات آزاد استرالیا ۲۰۲۰ به برایانت ادای احترام کردند، از جمله نواک جوکوویچ، که خاطرنشان کرد: "او یکی از بهترین ورزشکاران تمام دوران بود - او الهام بخش من و بسیاری از افراد دیگر در سراسر جهان بود."
میلان، تیم فوتبال مورد علاقه برایانت که در ایتالیا قرار دارد، در بازی جام حذفی ایتالیا مقابل تورینو در تاریخ ۲۸ ژانویه ۲۰۲۰، بازوبندهای مشکی را به یاد او بست. قبل از بازی نیز یک دقیقه سکوت برقرار شد. بسیاری از بازیکنان و تیم‌های فوتبال در طول مسابقات و در رسانه‌های اجتماعی به برایانت ادای احترام کردند. در ۲۶ ژانویه ۲۰۲۰، نیمار پس از به ثمر رساندن گل دوم خود از روی نقطه پنالتی مقابل لیل، با نشان دادن چهار انگشت راست و دو انگشت دست چپ به نشانه شماره ۲۴ به سمت دوربین و سپس با ارائه یک گل به او ادای احترام کرد. دعا به آسمان در ۲۷ فوریه ۲۰۲۰، قبل از بازی خانگی لس آنجلس مقابل کلاب لئون در لیگ قهرمانان کونکاکاف، هواداران لس آنجلس از یک تیفو به افتخار برایانت‌ها رونمایی کردند. کاپیتان تیم کارلوس ولا نیز بازوبندی با حروف اول و شماره لباس کوبی بسته بود. در ۲۷ ژانویه، باشگاهی در سوپر لیگ فوتبال یونان، لاریسا شماره ۲۴ را به طور نامحدود از فهرست خود کنار گذاشت.
در جام ناسکار ۲۰۲۰ در اتوکلاب اسپیدوی، واقع در نزدیکی فونتانا، کالیفرنیا، ادای احترام مختلفی از رانندگان و تیم‌ها به نمایش گذاشت. رایان بلینی و ویلیام بایرون اتومبیل‌هایی را با طرح‌های رنگ‌آمیزی ویژه به افتخار برایانت می‌راندند، با حمایت مالی سابق توسط بادی‌آرمور سوپردرینک، شرکتی که برایانت سرمایه‌گذار آن بود. فروش ماکت‌های اسباب‌بازی ماشین‌ها به سازمان‌های بشردوستانه مرتبط با برایانت اهدا شد، بایرون به آل-استار بعد از مدرسه رفت و بلینی به MambaOnThree.org. ماشین شماره ۸ تایلر ردیک دارای یک برچسب ادای احترام بود، در حالی که دانیل سوارز با دستکش‌ها و کفش‌های بنفش و طلایی که برای حمایت از صندوق Mamba On Three به حراج گذاشته شده بود مسابقه می‌داد. این پیست همچنین برگردان شماره ۲۴ را در میدان داخل زمین نقاشی کرد، در حالی که ناسکار مراسمی را پیش از مسابقه برای احترام به قربانیان برگزار کرد. تایگر وودز پس از اتمام آخرین مسابقه خود در فارمرز اوپن، توسط کادر خود جو لاکاوا از این تراژدی مطلع شد و در مصاحبه بعد از راند اظهار داشت که برایانت "هر شب آن را در هر دو انتهای زمین آورده است. و نه افراد زیادی. می توان این را در طول تاریخ NBA گفت.
رویداد تور PGA هفته بعد Waste Management Open بود، رویدادی که سالانه تعدادی از خشن‌ترین جمعیت گلف، به ویژه در سوراخ شانزدهم را می‌بیند. چندین بازیکن، از جمله جاستین توماس و تونی فیناو، در حین بازی، پیراهن‌های برایانت را پوشیدند. روز یکشنبه، سنجاق ۲۴ قدم از جلو و ۸ قدم از سمت چپ به احترام شماره های پیراهن برایانت قرار گرفت.
لوئیس همیلتون، قهرمان فرمول یک، در اینستاگرام و توییتر پستی برای ادای احترام به برایانت به همراه چند راننده سابق و فعلی دیگر منتشر کرد، در حالی که راننده رنو در فرمول یک، دنیل ریکاردو، در طول پیش فصل فرمول یک ۲۰۲۰، کلاه مسابقه‌ای بنفش رنگ با "KB24" زیر پوشش به سر داشت.

### در سیاست
بیل کلینتون و باراک اوباما روسای‌جمهور سابق، هیلاری کلینتون وزیر امور خارجه سابق، گوین نیوسام فرماندار کالیفرنیا، اریک گارستی شهردار لس آنجلس و دیگر سیاستمداران آمریکایی همگی ابراز همدردی کردند.

### در فرهنگ عامه
رپرهای آمریکایی جی الکترونیکا و جی-زی آهنگ غم‌انگیز "A.P.I.D.T.A" را در شب سقوط هلیکوپتر ضبط کردند، که بعداً به عنوان آخرین آهنگ در اولین آلبوم جی الکترونیکا، یک شهادت مکتوب در ۱۳ مارس ۲۰۲۰ منتشر شد. ال دانکن از ESPN داستانی احساسی را هنگام میزبانی برنامه اسپورتس‌سنتر در ۲۷ ژانویه ۲۰۲۰ به اشتراک گذاشت که نشان می‌دهد چقدر افتخار می‌کند. برایانت پدر دخترانش بود. دانکن از جمله به یاد می‌آورد که برایانت به او گفته بود: "اگر می توانستم پنج دختر دیگر داشتم. من یک پدر دختر هستم." داستان دانکن در فضای مجازی منتشر شد و الهام بخش دیگر پدران در سراسر جهان شد تا با استفاده از هشتگ #GirlDad، روابط خود را با دخترانشان را پاس بدارند.
کانیه وست آهنگ «۲۴» از آلبوم خود دوندا را به برایانت تقدیم کرد.
این تصادف در بیست و دومین فصل سریال پیام اضطراری با عنوان "از دست دادن یک افسانه" نیز پخش خواهد شد.

### ویدئوهای NTSB
- NTSB Member Jennifer Homendy's Second Media Brief on the Calabasas, CA helicopter crash در یوتیوب
- NTSB Member Jennifer Homendy's Final Media Brief on the Calabasas, CA helicopter crash در یوتیوب
- NTSB Calabasas, CA Helicopter Crash B-Roll در یوتیوب
- NTSB Board Meeting on Calabasas, CA Helicopter Crash در یوتیوب